# Stupid girl (Neil Young)
Stupid girl is een lied  van Neil Young. Samen met Crazy Horse bracht hij het in 1976 uit op een single met Drive back op de B-kant. Beide nummers verschenen een jaar eerder ook op hun album Zuma. Een jaar eerder verschenen beide nummers ook al op een single, waarop de A- en B-kant omgekeerd waren. Verder verscheen het nummer nog als B-kant van de single Don't cry no tears.
Er zijn geen covers van het nummer bekend. In 2012 werd Stupid girl opgenomen in de Snob 2000. Dit is een lijst van 2000 meest ondergewaardeerde liedjes die niet voorkwamen in de Top 2000 van NPO Radio 2. De lijst werd door 550 mensen samengesteld. Een ander nummer van Young dat in die lijst voorkomt, is bijvoorbeeld het 27 minuten-durende Driftin' back uit 2012.

## Tekst en muziek
In de songtekst beklaagt de zanger zich over een stupid girl die nog veel zou moeten leren. Met You're such a beautiful fish lijkt hij waardering voor haar te hebben gehad. Hij vindt echter dat ze de golf terug in zee gemist heeft en roept haar op weer te gaan leven.
In een recensie van AllMusic beschrijft Matthew Greenwald het nummer als een A slightly nasty little jab at a girl, vrij vertaald een nogal lelijke steek naar een meisje. Wie het benoemde domme meisje is wordt niet duidelijk uit het nummer. Volgens Greenwald zou er lang het gerucht zijn geweest dat het over Joni Mitchell zou gaan, een goede vriendin van Young die ook uit Canada afkomstig is.
Het lied kent verschillende wijzigingen in het tempo en heeft een los en volgens recensies aanstekelijk ritme. Muzikaal is er lof voor de begeleiding door Crazy Horse, en in het bijzonder door de gitarist ervan, Frank Sampedro.